# Ludwig Heumann
Ludwig Heumann (* 1. April 1869 in Oberschönau (Arberg); † 26. April 1918 in Ansbach) war ein deutscher katholischer Priester der Diözese Eichstätt, Naturheilkundler und Gründer der chemisch-pharmazeutischen Fabrik Ludwig Heumann & Co., Nürnberg.

## Leben und Wirken als Seelsorger
Ludwig Heumann wurde 1869 im Weiler Oberschönau bei Arberg in Mittelfranken als letztes von sieben Kindern der Bauernleute Josef und Theresia Heumann geboren. Er besuchte als Zögling des Bischöflichen Knabenseminars in Eichstätt das dortige Königliche Gymnasium. Nach dem Abitur im Jahr 1888 studierte er bis 1893 am Bischöflichen Lyzeum in Eichstätt Philosophie und Theologie, wobei der zweijährige philosophische Kurs auch naturwissenschaftliche Fächer wie Physik, Chemie und Botanik mit einschloss.
Am 19. März 1893 wurde der Alumnus Heumann im Dom zu Eichstätt zum Priester geweiht. Zunächst wirkte er als Kooperator in Monheim (Schwaben). Im März 1894 wechselte er auf die Kooperatorstelle der Pfarrei Ellingen. Zum 1. Juni 1895 versetzte ihn der Bischof auf die Expositur Feucht der Stadtpfarrei Altdorf bei Nürnberg, wo er bis zum 15. Dezember 1897 die von einem großen Waldsterben (1892 bis 1896) betroffene Bevölkerung in einer Notkapelle seelsorgerlich betreute.
Noch im Dezember 1897 wurde er Pfarrer der etwa 550 „Seelen“ zählenden Pfarrei von Elbersroth bei Herrieden, die er nach kurzer Zeit von Missständen befreite und in ihren früheren blühenden Zustand wiederherstellte. 1901 gründete er in München einen überregionalen „Albertus-Magnus-Verein“ zur Unterstützung mittelloser Priester-Studenten; er blieb zeitlebens ein großer Wohltäter der Studenten. Um Platz für einen Erweiterungsbau der Pfarrkirche zu erhalten, betrieb er ab 1907 eine Verlegung des Friedhofs, die 1914 erfolgte.

## Unterstützung des Bauernstandes
Pfarrer Heumann gründete in Elbersroth einen Raiffeisen-Verein und eine Eiervertriebsorganisation und im benachbarten Herrieden eine Viehverwertungsgesellschaft. Im Nachbarort Birkach legte er einen kleinen Muster-Bauernhof an, um den Bauern Verbesserungsmöglichkeiten im Ackerbau und in der Wiesenkultur durch Düngung aufzuzeigen. Eine Viehwaage und eine Getreideputzmaschine in Elbersroth gingen auf seine Initiative zurück.

## Der „Heilmittelpfarrer“
Spätestens seit 1904 beschäftigte sich Pfarrer Heumann mit der Herstellung von Heilmitteln im weitestgehenden Sinne. So entwickelte er zunächst ein Schutzmittel für Großvieh gegen Bremsen und Fliegen in der Waschküche seines Pfarrhauses, das unter der Bezeichnung „Steinöl“ bzw. „Bremsenflucht“ in den Handel kam. Bald wandte er sich der Humanpharmazie zu und entwickelte die „PEDI“-Heilsalbe für die Behandlung von Beingeschwüren. Aufgrund des Heilungserfolgs der Salbe und der steigenden Nachfrage musste er die Eigenproduktion aufgeben und fand mit dem Apotheker Armin Hirth der St. Georgs-Apotheke in Heidingsfeld bei Würzburg einen Partner. Weitere Entwicklungen Heumanns führten zur „SORI-Heilsalbe“ gegen Flechten und zur „Krätz-Salbe“ gegen die Krätze. Die immer zahlreicheren Bestellungen konnte auch die Heidingsfelder Apotheke nicht mehr bewältigen, und der Apotheker Paul Frank in Burgbernheim, dann die von Frank erworbene Nürnberger Löwen-Apotheke übernahmen den Vertrieb. Über letztere konnte man auch den „Elbersrother Pfarrergeist“, eine Tinktur aus verschiedenen Kräutern, Gewürzen und verdünntem Ethanol beziehen. Ende 1912 oder im Frühjahr 1913 gründete sich auf Betreiben des angestellten Nürnberger Arzneimittelgroßhändlers Robert Pfaller die Firma „Ludwig Heumann & Co.“ mit Sitz in Nürnberg. Das Unternehmen stand ausschließlich unter der Leitung Heumanns, bis es 1916 zu einem Gesellschaftsvertrag zwischen Heumann und Pfaller als Partner kam. Bald gab es ein breites Spektrum an Heumannschen Heilmitteln, und der Umsatz des Unternehmens stieg unter Pfallers Geschäftsführung rasant.
Pfarrer Heumanns Nebentätigkeit als Heilmittelhersteller blieb in der Öffentlichkeit und bei kirchlichen Behörden nicht unwidersprochen; man nahm unter anderem Anstoß am Direktvertrieb an Kunden und an der Firmenreklame, die Pfarrer Heumann stets in Soutane zeigte. Er verstand es jedoch sich mit geschickten Argumenten zu verteidigen und wies jegliche Vorhaltungen zurück. 1915 sah sich Heumann genötigt, darauf hinzuweisen, dass er selbst grundsätzlich niemanden behandelt, also keine Praxis ausübt, auch nicht auf dem Wege schriftlicher Verordnungen.

## Der Kunstmäzen
Über Jahre hin beschäftigte sich Pfarrer Heumann mit einem künstlerisch gestalteten Neubau seiner stark renovierungsbedürftigen und seit 1909 ohne Turm dastehenden Pfarrkirche St. Jakobus d. Ä. in Elbersroth. Den Neubau wollte er auf eigene Kosten bzw. mittels von ihm eingeworbener Spenden errichten, erlebte aber dessen Ausführung nicht mehr. Für den 1915 von der Gesellschaft für christliche Kunst e.V. (München) veranstalteten Wettbewerb für Kriegerfahnen stiftete Pfarrer Heumann die Preise. Er erwarb den künstlerischen Nachlass des im Ersten Weltkrieg gefallenen österreichischen Bildhauers Michael Rauscher (* 1875; † 1915), um ihn als geschlossenen Bestand zu erhalten und der Öffentlichkeit zugänglich zu machen; er wollte insbesondere dessen zahlreiche Entwürfe für Grabdenkmäler ständig ausstellen. Die Errichtung künstlerisch gestalteter Grabmäler auf dem neuen Friedhof zu Elbersroth unterstützte er mit eigenen finanziellen Mitteln.

## Tod und Nachwirken
Pfarrer Heumann starb nach einer vergeblichen Krebsoperation am 26. April 1918 im Krankenhaus von Ansbach. Er wurde im neuen Friedhof in Elbersroth bestattet. Seine Pfarrstelle übernahm sein Neffe Andreas Lederer, der 1925/26 den Kirchenbauplan Heumanns verwirklichte, finanziert durch die Heumannsche Fabrik in Nürnberg. Mit Heumannschen Fimenerlösen wurde 1935 auch ein Kirchlein in der Filiale Lattenbuch errichtet. Die Gedenktafel am Eingang der Kirche von Elbersroth mit einem Reliefportrait Heumanns schuf sein Münchner Vetter Karl Ludwig Sand. Das seinen Namen führende Nürnberger Arzneimittelwerk Ludwig Heumann & Co., Hersteller etwa des Kombinationspräparats Nervogastrol, expandierte rasch (1930er Jahre Fabrikbau in Nürnberg; 1975 Fabrikneubau in Feucht) und wandelte sich 1999 zur „Heumann Pharma GmbH & Co. Generica KG“, die 2003 von der Pfizer-Gruppe und 2005 von der Torrent Pharmaceuticals Ltd. der indischen Torrent Group übernommen wurde.

## Publikationen

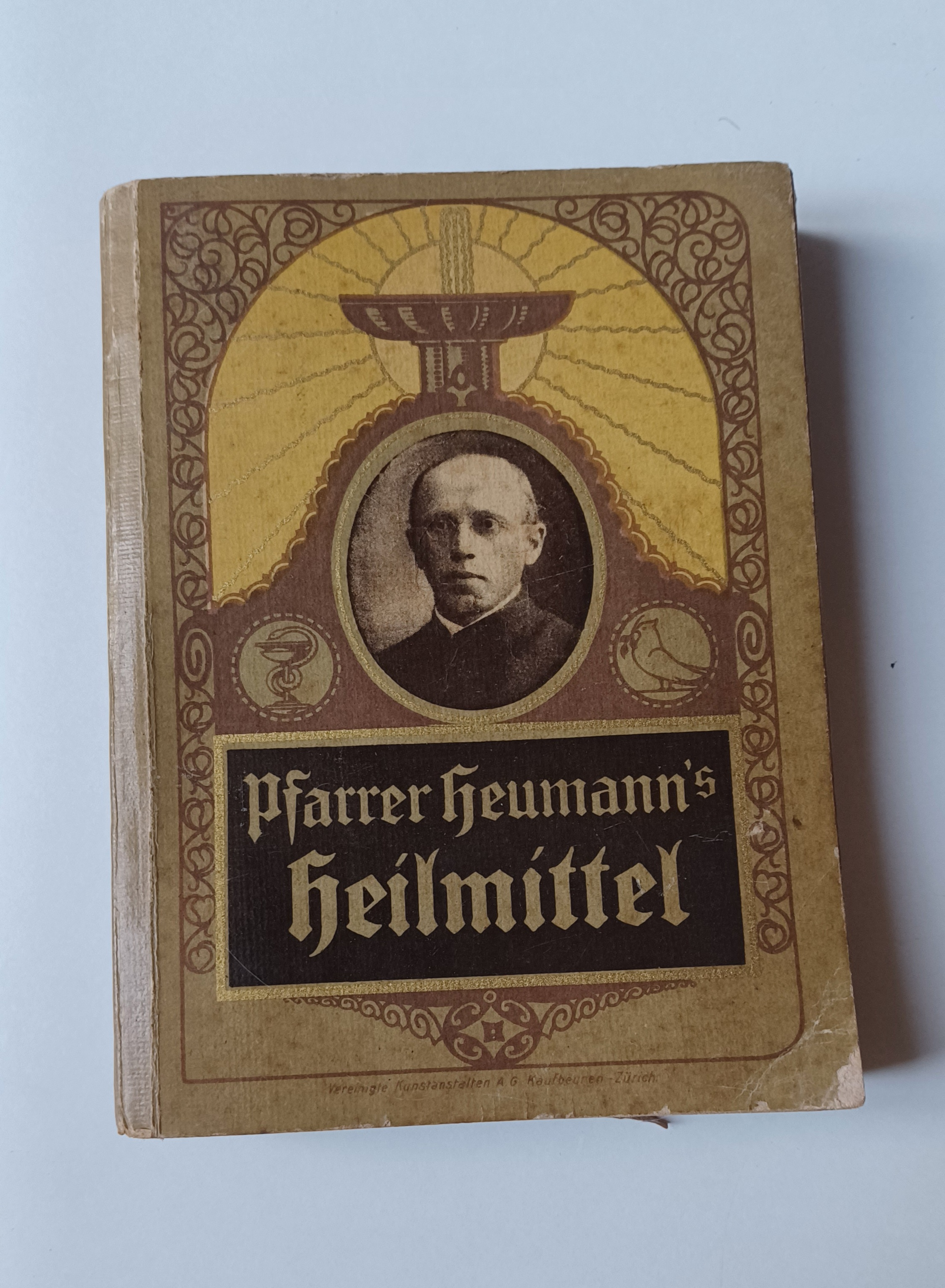
Pfarrer Heumann’s Heilmittel, Deckumschlag, 24. Auflage, 1923

Die literarische Tätigkeit von Ludwig Heumann war breit gefächert und reichte von religiös-(volks)aufklärerischen Traktaten über soziologische Abhandlungen und Ratgeber für die Landwirtschaft bis hin zu naturheilkundlichen Ratgebern. Teilweise druckte Heumann seine Schriften im Eigenverlag. Den größten Erfolg erzielte er mit dem Buch Pfarrer Heumann’s neue Heilmethoden (1915), das unter dem Titel Pfarrer Heumann’s Heilmittel bis 1934 in 85 Auflagen und zahlreiche Übersetzungen erschien und als „eine geschickte Mischung aus medizinischer Aufklärung und Werbung für die Heumannschen Mittel“ bezeichnet werden kann. Auch andere Werke Heumanns wurden mehrmals aufgelegt.
- Die den Neugeweihten vom Bischof auferlegten Gebete und Messopfer (o. J.)
- Der heroische Liebesakt zugunsten der armen Seelen (1894)
- Armenseelen-Büchlein (1898)
- Der Weltuntergang nach Bibel und Astronomie (1898)
- Kleines Gewitter-Büchlein, enthaltend den Wettersegen und eine Anzahl von Gebeten während eines Gewitters, von Dominikus Jos. Faustmann, 2. Aufl., bearbeitet von Ludwig Heumann (1902)
- Die Todesstunde (1905)
- Einfluss der Konfession, des Wohlstandes und der Beschäftigung auf die Todesursachen (1905)
- Ein Blick in den Himmelsraum (populäre Darstellung des Weltalls; um 1910)
- Wie erhöhe ich mein Einkommen? Leicht ausführbare Ratschläge für kleine und mittlere Grundbesitzer zur Erzielung von Höchsterträgen nach den neuesten Ergebnissen der landwirtschaftlichen Wissenschaft und Praxis (1910)
- Sind offene Füße heilbar und dürfen diese zugeheilt werden? (1914)
- Offene Füße sog. Kindsfüße, Krampfadern … und Flechten heilbar! (1914)
- Alte Leiden in neuer Behandlung. Ein Trostwort für Kranke mit offenen Füßen, Flechten, Magen- und Darmleiden, Gicht, Rheumatismus und Arterienverkalkung (1915)
- Pfarrer Heumann’s neue Heilmethoden (1915) / Die neue Heilmethode (1917)

Darüber hinaus lieferte er regelmäßig Beiträge für deutsche und ausländische theologische Zeitschriften.
Nach seinem Tod erschienen als Werbeschriften der Firma „Ludwig Heumann & Co.“:
- Heumann-Kalender (jährlich 1924–1941)
- Pfarrer Heumann’s Buch für Gesunde und Kranke (1926)
- Ratschläge zur Herz-Pflege (1938)
- Glückliche Menschen (1938)
- Vertrauen und Fortschritt. Heumann-Heilmittel (1959)